# Kościół św. Andrzeja Apostoła w Lipnicy Murowanej
Kościół św. Andrzeja Apostoła – kościół parafialny w Lipnicy Murowanej, najstarszy i największy z lipnickich kościołów.

## Historia kościoła
Został wzniesiony z fundacji króla Kazimierza Wielkiego (dokument wydany w dniu 1 lipca 1363 r.). Co najmniej od 1373 r. był ośrodkiem rozległego dekanatu, który swym zasięgiem przez kilka wieków obejmował m.in. Bochnię. W 1784 r. zniesiono dekanat lipnicki, a parafię lipnicką włączono do dekanatu brzeskiego. Dopiero w 1928 r. utworzono ponownie dekanat lipnicki.
Z 1463 r. pochodzi pierwsza wzmianka o istniejącej przy kościele szkole parafialnej. W 1483 r. wójt lipnicki Łukasz Waldorf ufundował w kościele ołtarz Wniebowzięcia NMP. Kościół ulegał częstym zniszczeniom wraz z miastem, w tym w czasie pożarów w latach 1500, 1740, 1810, 1820, 1824. Zniszczony w czasie najazdu szwedzkiego w 1655 r., został później gruntownie odremontowany. Przebudowany w latach 1720 i 1754, był ponownie konsekrowany przez biskupa sufragana krakowskiego Michała Kunickiego. Po pożarze z 1820 r. odbudowany i znów konsekrowany przez biskupa krakowskiego Grzegorza T. Zieglera. Po rozległych pracach remontowych, prowadzonych od 1973 r., podczas których częściowo odsłonięto pierwotne, gotyckie portale, w 1976 r. kościół ponownie otynkowano z zewnątrz. Ostatnia rewitalizacja kościoła miała miejsce w latach 2009–2011.

## Architektura i wyposażenie

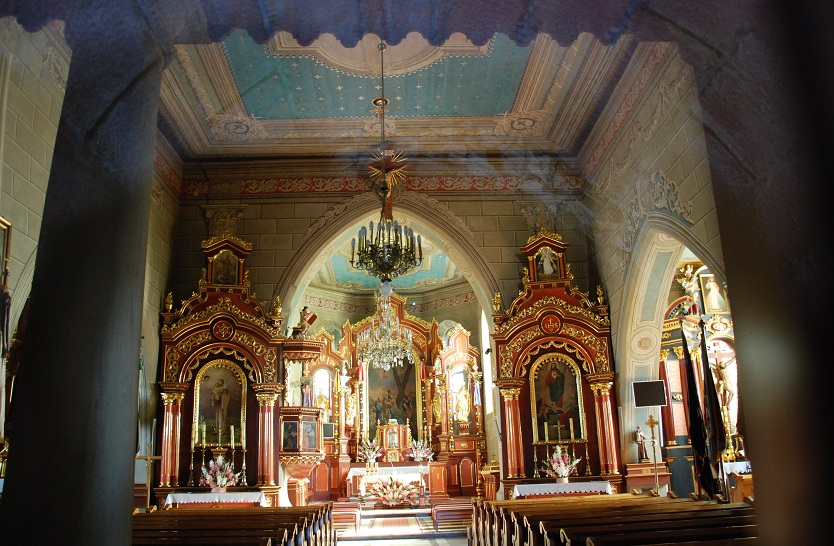
Wnętrze świątyni

Kościół usytuowany został na skraju dawnego miasta i od początku wyróżniał się imponującą bryłą. Wzniesiony w stylu gotyckim. Murowany, z węższym prezbiterium zamkniętym dwubocznie, wyróżnia się masywną, czworoboczną wieżą na osi, wspartą we frontowych narożnikach potężnymi przyporami. Dach dwuspadowy, jednokalenicowy, z niewielką, czworoboczną wieżyczką sygnaturki na kalenicy.
Wnętrze zdobi bogata polichromia figuralna i ornamentalna, wykonana w 1863 r. przez A. Miklasińskiego z Bochni, odnawiana w latach 1913 i 1975. Ołtarz główny z 1887 r. dłuta Ludwika Sikorskiego z Zakliczyna. W ołtarzu obraz św. Andrzeja Apostoła, odnowiony w latach 1913 i 1973. Ołtarze boczne: Najświętszego Serca Pana Jezusa oraz św. Józefa z 1889 r., również dłuta L. Sikorskiego, odnawiane w latach 1913 i 1975. Najstarszy ołtarz, rokokowy, w południowej kaplicy Pana Jezusa Ukrzyżowanego, pochodzi najpóźniej z roku 1773. Ołtarz Matki Bożej Majowej z 1896 r., dzieło Władysława Łuczkiewicza, był odnawiany w 2007 r. Ołtarz pod chórem, z 1863 r., zawiera cenną gotycką rzeźbę przedstawiającą Matkę Boską z Dzieciątkiem Jezus, pochodzącą z ok. 1370 r., a więc sprzed epoki tzw. „pięknych Madonn”. Godna uwagi jest również rzeźba Chrystusa Ukrzyżowanego na tęczy z XVII w. W zakrystii rzeźba Chrystusa Zmartwychwstałego z XVIII w. Ambona z 1889 r., odnowiona w 1970.
Przy wejściu bocznym chrzcielnica kamienna z XIV w., przy głównym – z XV w. Ta pierwsza na pewno pamięta św. Szymona z Lipnicy. W zwieńczeniu ołtarza św. Józefa znajduje się obraz przedstawiający św. Szymona, a duże malowidło przedstawiające go znajduje się również na ścianie prezbiterium.
Na wieży kościelnej znajduje się dzwon Maryja, na cześć 640 rocznicy obecności figury Pięknej Madonny, nazywany także Dzwonem Prezydenckim, na pamiątkę tragicznie zmarłego fundatora, prezydenta Lecha Kaczyńskiego. Dzwon został odlany w 2009 r. a pierwszy raz jego dźwięk rozbrzmiał na wieży 18 lipca 2010 r.